# Água de Mar
Água de Mar é uma série portuguesa produzida em 2014 pela RTP. Foi protagonizada por Mariana Monteiro, Rui Santos e Jorge Corrula. Os episódios da primeira temporada eram exibidos em formato série. A partir da segunda temporada, Água de Mar passou a ser exibida em formato novela mas a RTP continuou a denominar o produto televisivo como série.

## História
A história gira em torno de dois irmãos e um amor comum a ambos. No passado, Henrique Barahona (Jorge Corrula) estava apaixonado por Teresa (Mariana Monteiro), e ao apresentá-la ao irmão, Vicente (Rui Santos), os dois começaram a aproximar-se um do outro, chegando a envolver-se num romance tórrido. Porém, acabam por seguir rumos diferentes: Teresa vai estudar ballet clássico para o estrangeiro, Vicente monta um bar ("Hula Hoop") na Praia das Conchas e Henrique decidiu iniciar uma revolucionária Escola de Artes no palacete dos Barahona, para a qual precisará de se unir com o seu irmão, visto que os dois deixaram de se falar. Esta é uma exigência de sua mãe, Helena Barahona (São José Lapa), para que Henrique possa utilizar o palacete para montar a escola.
A ação passa-se maioritariamente na Praia das Conchas, onde Vicente trabalha. O seu sobrinho, Gonçalo Barahona (Tiago Costa) é nadador-salvador na mesma praia, a par de Igor Neto (Pedro Barroso), Débora Ribeiro (Helena Costa) e Luísa Franco (Inês Gonçalves).

## Elenco
| Ator/Atriz             | Personagem                | Temporada    | Temporada    | Temporada    |
| Ator/Atriz             | Personagem                | 1            | 2            | 3            |
| ---------------------- | ------------------------- | ------------ | ------------ | ------------ |
| Mariana Monteiro       | Teresa Vilar              | Protagonista | Protagonista | Protagonista |
| Rui Santos             | Vicente Barahona          | Protagonista | Protagonista | Protagonista |
| Jorge Corrula          | Henrique Barahona         | Antagonista  | Antagonista  | Antagonista  |
| Mafalda Vilhena        | Verónica Assis Barahona   | Regular      | Regular      | Regular      |
| Vítor de Sousa         | Gustavo Barahona          | Regular      | Regular      | Regular      |
| São José Lapa          | Helena Barahona           | Regular      | Regular      | Regular      |
| Sofia Aparício         | Maria Eduarda Cabral      | Regular      | Regular      |              |
| Núria Madruga          | Susana Cautela            | Regular      | Regular      |              |
| Sónia Balacó           | Ariana (Ary) Mendonça     | Regular      | Regular      |              |
| Tiago Costa            | Gonçalo Barahona          | Regular      | Regular      |              |
| Pedro Barroso          | Igor Neto                 | Regular      | Regular      |              |
| Julie Sergeant         | Bebiana (Dona Bi) Valente | Regular      | Regular      |              |
| Mariana Marques Guedes | Melânia (Mel) Valente     | Regular      | Regular      |              |
| Sofia Espírito Santo   | Arminda Mustra            | Regular      | Regular      |              |
| Raimundo Cosme         | António (Tex) Farias      | Regular      | Regular      |              |
| Sara Barros Leitão     | Constança Assis/Ferrão    | Regular      | Regular      |              |
| Lia Carvalho           | Mafalda Lima              | Regular      | Regular      |              |
| Diogo Lopes            | Duarte Barahona           | Regular      | Regular      |              |
| Igor Regalla           | Sílvio Paixão             | Regular      | Regular      |              |
| Sara Santos            | Kyara Xavier              | Regular      | Regular      |              |
| Helena Costa           | Débora Ribeiro            | Regular      |              |              |
| Inês Gonçalves         | Luísa Franco              | Regular      |              |              |
| João Cabral            | Artur Mendonça            | Regular      |              |              |
| João Cajuda            | Joel Neves                | Regular      |              |              |
| Eurico Lopes           | Rui Quadros               | Regular      |              |              |
| Débora Ghira           | Vanessa Roque             | Regular      |              |              |
| Pedro Caeiro           | Cristóvão (Cris) Santos   | Regular      |              |              |
| Linda Valadas          | Anita                     | Regular      |              |              |
| Ricardo Sá             | Manuel Rebelo             | Regular      |              |              |
| António Camelier       | Afonso Moura              | Regular      |              |              |
| Pedro Martins          | Frederico (Fred) Osório   | Regular      |              |              |
| Júlia Belard           | Diana Reis                |              | Regular      |              |
| Cláudia Semedo         | Elisa Melo de Abreu       |              | Regular      |              |
| Manuel Moreira         | Daniel Sena               |              | Regular      |              |
| Catarina Gouveia       | Ana Batalha               |              | Regular      |              |
| Sara Norte             | Liliana                   |              | Regular      |              |
| Leonor Andrade         | Joana                     |              | Regular      |              |
| Luís Sequeira          | Zé Pedro                  |              | Regular      |              |
| Mafalda Marafusta      | Renata Antunes            |              | Regular      |              |
| Rodrigo Trindade       | Vasco Flores              |              | Regular      |              |

## Elenco adicional

#### • 1ª Temporada
- Adérito Lopes - Pai do João Paulo e do Leonardo
- Afonso Vilela - Ricardo
- Alexandre da Silva - Jaime
- Alexandre Ferreira - Bernardo
- Amílcar Azenha - António
- Bruno Ambrósio - Jonas
- Ciomara Morais - Mãe de Sílvio
- Cristina Cavalinhos - Lisete Roque, Mãe de Vanessa
- Duarte Soares - Vando
- Elisabete Piecho - Glória
- Francisco Areosa - Fainas
- Gonçalo Romão
- Isabel Almeida - Dora (empregada dos Barahona)
- Isabel Francisco - Susana
- João Baptista - Tozé
- João Brito - Lourenço
- João Craveiro - Heitor, Pai de Mel
- João Mota - André
- João Silvestre - Médico
- Karla Muga - Bruna
- Leonor Alcácer - Célia, Mãe de Igor
- Lourenço Seruya - Dr. Rogério
- Luís Oliveira - Xavier
- Maria José Baião - Tia Cuca
- Mariana Viana - Rute Prado, Miss Bumbum Praia das Conchas '14
- Marques D'Arede - Advogado de Teresa
- Paulo Manso - Falso vendedor de bolas de berlim
- Pedro Luzindro - Garcia
- Pedro Rodil - Lourenço
- Raquel Jacob - Nádia
- Romeu Vala - Rafa
- Sara Gonçalves - Raptora
- Sara Mestre - Inês
- Sofia Saragoça - Sofia
- Susana Cacela - Enfermeira
- Susana Sá - Mãe de Constança
- Vanessa Ferreira - Lúcia
- Viriato Quintela- Ernesto

#### • 2ª Temporada
- Allex Miranda - Erik - Prof. de D
- Inês Curado - Beatriz Salgado
- Io Apolloni - Cármen
- Tiago Careto - Telmo Garcia
- Fillipo Fiumani - Matteo Ferrazza
- Nuno Rodrigues - Wang Lao Saraiva
- Bruno Ambrósio - Jonas
- David Gomes - Wilson
- Cristina Cunha - Ivone, Mãe de Renata
- Eric da Silva
- Helena Canhoto - Marta, Irmã de Zé Pedro
- Jéssica Tavares
- Rui Neto - Alcino - Padrasto de Renata
- Rui Mendes - Júlio Carneiro - Prof. de Música
- Rui Neves
- Tiago Garrinhas - Cláudio
- Alexandre Casimiro
- Maria Faleiro
- Mariya Viktorivna
- Tiago Barbosa - Amadeu - Pai de Vasco

#### • 3ª Temporada
- Adriane Garcia - Gabriela Noronha (Gabi)
- Ana Catarina Teixeira
- Andreia Lemos
- Daniela Severino
- Cristina Cunha - Ivone, Mãe de Renata
- Fillipo Fiumani - Matteo Ferrazza
- Gabriela Marramaque
- Inês Bernardino
- Inês Conde
- Luís Nogueira
- Marco de Camillis
- Mariya Viktorivana
- Paula Farinhas
- Ricardo Ramos
- Raquel Jacob - Nádia
- Tiago Careto - Telmo Garcia

## Convidados Especiais
- António Raminhos
- D.A.M.A.
- Joana Alegre
- Jonathan Sampaio e Kevin Sampaio
- Mikkel Solnado
- Rui Drummond
- Tânia Ribas de Oliveira
- Toy
- Luísa Sobral
- Anselmo Ralph

## Episódios
| Temp. | Temp. | Episódios | Transmissão Original                            | Dia da Semana               | Audiências (média dos episódios) | Elenco Principal                          |
| ----- | ----- | --------- | ----------------------------------------------- | --------------------------- | -------------------------------- | ----------------------------------------- |
|       | 1     | 52        | 14 de Julho de 2014 - 24 de Setembro de 2014    | Segunda-feira a Sexta-feira | 5.0% de rating 11,0% de share    | Mariana Monteiro Jorge Corrula Rui Santos |
|       | 2     | 52        | 25 de Setembro de 2014 - 16 de Dezembro de 2014 | Segunda-feira a Sexta-feira | 4.2% de rating 9,0% de share     | Mariana Monteiro Jorge Corrula Rui Santos |
|       | 3     | 52        | 17 de Dezembro de 2014 - 20 de Maio de 2015     | Segunda-feira a Sexta-feira | 4.0% de rating 8,3% de share     | Mariana Monteiro Jorge Corrula Rui Santos |

- NOTA: A partir da terceira temporada os episódios passaram a ser exibidos cortados ao meio, sendo apenas emitido meio episódio por dia e a outra metade no dia a seguir.

- 1ª Temporada
- 1# "O Regresso" - 14-07-2014
- 2# "Na Sombra" - 15-07-2014
- 3# "O Desafio" - 16-07-2014
- 4# "Falar Demais" - 17-07-2014
- 5# "Um Dia Especial" - 18-07-2014
- 6# "Salvamento Arriscado" - 21-07-2014
- 7# "Falsas Aparências" - 22-07-201:
- 8# "Fugir Do Passado" - 23-07-2014
- 9# "O Teste" - 24-07-2014:
- 10# "Nova Oportunidade" - 25-07-2014
- 11# "Longe De Casa" - 28-07-2014
- 12# "Golpe Baixo" - 29-07-2014
- 13# "A revelação" - 30-07-2014
- 14# "No Limite" - 31-07-2014
- 15# "Um Passo Atrás" - 04-08-2014
- 16# "Sinais" - 05-08-2014
- 17# "Boas Intenções" - 06-08-2014
- 18# "A Surpresa" - 07-08-2014
- 19# "O Convite" - 08-08-2014
- 20# "Sem Aviso" - 11-08-2014
- 21# "A Ameaça" - 12-08-2014
- 22# "Em Segredo" - 13-08-2014
- 23# "Feitiço" - 14-08-2014
- 24# "Pisar O Risco" - 15-08-2014
- 25# "Resgate" - 18-08-2014
- 26# "Mudança Radical" - 19-08-2014
- 27# "A Prova" - 20-08-2014
- 28# "Sangue Frio" - 21-08-2014
- 29# "Caminhos Cruzados" - 22-08-2014
- 30# "Arriscar" - 25-08-2014
- 31# "Emoções Fortes" - 26-08-2014
- 32# "Visita Inesperada" - 27-08-2014
- 33# "Mal Entendido" - 28-08-2014
- 34# "O Assalto" - 29-08-2014
- 35# "Desaparecido" - 01-09-2014
- 36# "A Visão" - 02-09-2014
- 37# "Ajuste de Contas" - 03-09-2014
- 38# "Amor com C" - 04-09-2014
- 39# "Recordar, Renascer" - 05-09-2014
- 40# "Vingança" - 08-09-2014
- 41# "Em desespero" - 09-09-2014
- 42# "Regresso à rotina" - 10-09-2014
- 43# "Uma questão de confiança" - 11-09-2014
- 44# "Decisões complicadas" - 12-09-2014
- 45# "Anjo da Guarda" - 15-09-2014
- 46# "Impulsos" - 16-09-2014
- 47# "Segunda oportunidade" - 17-09-2014
- 48# "Premonição" - 18-09-2014
- 49# "Horas difíceis" - 19-09-2014
- 50# "O momento da verdade" - 22-09-2014
- 51# "Sem Perdão" - 23-09-2014
- 52# "Fim do Verão" - 24-09-2014
- 2ª Temporada
- 1# (53) "Recém-chegados" - 25-09-2014
- 2# (54) "Erro Fatal" - 26-09-2014
- 3# (55) "Sentimento de Culpa" - 29-09-2014
- 4# (56) "Novas Pistas" - 30-09-2014
- 5# (57) "O Acidente" - 01-10-2014
- 6# (58) "Perigosamente Perto" - 03-10-2014
- 7# (59) "A Cantiga do Bandido" - 06-10-2014
- 8# (60) "Detalhe Importante" - 07-10-2014

NOTA: A partir do episódio 9 (08-10-2014), os episódios deixaram de ter nomes atribuídos passando a ter apenas o subtítulo "Sonho e Ambição", na 2ª Temporada, e "O Poder do Destino", na 3ª Temporada.

## Curiosidades
Nesta série o tema da homossexualidade, tanto feminina como masculina, esteve bem presente, sem tabus. Os actores que deram vida a personagens homossexuais foram: "Eurico Lopes", "Pedro Caeiro", "Tiago Careto", "Sónia Balacó" e "Adriane Garcia".